# Bistorta bistortoides
Bistorta bistortoides är en slideväxtart som först beskrevs av Frederick Traugott Pursh, och fick sitt nu gällande namn av John Kunkel Small. Bistorta bistortoides ingår i släktet ormrötter, och familjen slideväxter. Inga underarter finns listade i Catalogue of Life.